# Hurts
A Hurts egy angol szintipop zenekar. 

A manchesteri duó tagjai Theo Hutchcraft (ének) és Adam Anderson (szintetizátor). A csapatnak eddig öt albuma jelent meg, 2010-ben a Happiness, 2013-ban az Exile, 2015-ben a Surrender, majd 2017-ben a Desire. Ezeket követte a Faith 2020-ban.
2009 júliusában a fiúk szerepeltek a Guardian.co.uk „Band of the Day” nevezetű listáján. 2010-ben a BBC által létrehozott Sound 2010 szavazáson a negyedik helyen végeztek.
A Wonderful Life című dalukat felhasználta egy remixben Arthur Baker amerikai zenei producer és lemezlovas. 2010 elején adták ki debütáló dalukat, a Better than Love-ot, melyben közreműködött a híres román származású színésznő, Laura Coso is (a Hurts megalapítása előtt más zenekarok tagjai voltak, mint a Bureau, majd később a Daggers).

## A kezdet
A két fiú 2005-ben találkozott egy manchesteri szórakozóhelyen, ahol beszélgetésük fonala a zenéhez ért. Akkor határozták el, hogy létrehoznak egy zenekart. Ennek a formációnak az érdekessége, hogy néhány évig csak interneten tartották a kapcsolatot, így alkották meg dalaikat is. Adam a zenei alapot küldte el, míg Theo a vokál részt.

## Zenei stílusuk
Művészetükre erőteljes hatással volt a Depeche Mode, és Prince is. Dalaikra a melankólia, és a reménnyel teltség is jellemző.

## Öltözetük
Megjelenésükre nagyon vigyáznak. Külsőjük elegáns, letisztult. Saját bevallásuk szerint inkább vintage ruhákat hordanak.

## Az első év mérlege
2010 elején váltak híressé Better than love című dalukkal, ami egyben az élő koncerteket is jelentette. Happiness című albumuk 2010. szeptember hatodikán jelent meg. Az összes dalukat maguk írták. Vendégvokálozott a Devotion című dalban Kylie Minogue is. Koncertjeik helyszíneit nagy gonddal választják ki, habár első élő fellépésüket egy londoni táncosmulatóhelyen rendezték. A háttérénekesük egy operaénekes.

## Az első album helyezései
| Év   | Album                                                                                    | Helyezések | Helyezések | Helyezések | Helyezések | Helyezések | Helyezések | Helyezések | Helyezések | Helyezések | Helyezések | Minősítés                                                |
| Év   | Album                                                                                    | UK         | AUT        | DEN        | FIN        | GER        | IRE        | NLD        | SWE        | SWI        | POL        | Minősítés                                                |
| ---- | ---------------------------------------------------------------------------------------- | ---------- | ---------- | ---------- | ---------- | ---------- | ---------- | ---------- | ---------- | ---------- | ---------- | -------------------------------------------------------- |
| 2010 | Happiness - Megjelent: 2010. szeptember 6. - Kiadó: RCA - Formátum: CD, digital download | 4          | 2          | 7          | 3          | 2          | 9          | 18         | 4          | 2          | 2          | - UK: Arany - GER: Platinum - POL: Platinum - AUT: Arany |

## Dalok
| Év                                                        | Kislemez                                     | Helyezés | Helyezés | Helyezés | Helyezés | Helyezés | Helyezés | Helyezés | Helyezés | Helyezés | Helyezés | Album            |
| Év                                                        | Kislemez                                     | UK       | AUT      | DEN      | FIN      | GER      | IRE      | NLD      | SWE      | SWI      | EU       | Album            |
| --------------------------------------------------------- | -------------------------------------------- | -------- | -------- | -------- | -------- | -------- | -------- | -------- | -------- | -------- | -------- | ---------------- |
| 2010                                                      | "Better Than Love"                           | 50       | —        | —        | —        | —        | —        | 88       | —        | 56       | —        | Happiness        |
| 2010                                                      | "Wonderful Life"                             | 21       | 6        | 8        | 15       | 2        | 38       | 83       | 30       | 4        | 10       | Happiness        |
| 2010                                                      | "Stay"                                       | 50       | 4        | —        | —        | 3        | —        | —        | —        | 6        | —        | Happiness        |
| 2010                                                      | "All I Want for Christmas Is New Year's Day" | —        | 67       | —        | —        | —        | —        | —        | —        | —        | —        | non-album single |
| 2011                                                      | "Sunday"                                     | 57       | —        | —        | —        | —        | —        | —        | —        | —        | —        | Happiness        |
| 2011                                                      | "Illuminated / Better Than Love"             | 68       | —        | —        | —        | —        | —        | —        | —        | —        | —        | Happiness        |
| "—" denotes single that did not chart or was not released |                                              |          |          |          |          |          |          |          |          |          |          |                  |